# Liste des titres musicaux numéro un en Autriche en 2014
Cette page liste les titres numéro un dans les meilleures ventes de disques en Autriche pour l'année 2014.

## Classement des singles
| №  | Date         | Artiste                                     | Titre                   |
| -- | ------------ | ------------------------------------------- | ----------------------- |
| 1  | 3 janvier    | Pitbull feat. Kesha                         | Timber                  |
| 2  | 10 janvier   | Pitbull feat. Kesha                         | Timber                  |
| 3  | 17 janvier   | Pitbull feat. Kesha                         | Timber                  |
| 4  | 24 janvier   | Adel Tawil                                  | Lieder                  |
| 5  | 31 janvier   | Lily Allen                                  | Hard Out Here           |
| 6  | 7 février    | Helene Fischer                              | Atemlos durch die Nacht |
| 7  | 14 février   | Helene Fischer                              | Atemlos durch die Nacht |
| 8  | 21 février   | Helene Fischer                              | Atemlos durch die Nacht |
| 9  | 28 février   | Pharrell Williams                           | Happy                   |
| 10 | 7 mars       | Pharrell Williams                           | Happy                   |
| 11 | 14 mars      | Pharrell Williams                           | Happy                   |
| 12 | 21 mars      | Mr Probz                                    | Waves                   |
| 13 | 28 mars      | Mr Probz                                    | Waves                   |
| 14 | 4 avril      | Mr Probz                                    | Waves                   |
| 15 | 11 avril     | Mr Probz                                    | Waves                   |
| 16 | 18 avril     | Clean Bandit feat. Jess Glynne              | Rather Be               |
| 17 | 25 avril     | Clean Bandit feat. Jess Glynne              | Rather Be               |
| 18 | 2 mai        | Clean Bandit feat. Jess Glynne              | Rather Be               |
| 19 | 9 mai        | George Ezra                                 | Budapest                |
| 20 | 16 mai       | Aneta Sablik (de)                           | The One                 |
| 21 | 23 mai       | Conchita Wurst                              | Rise Like a Phoenix     |
| 22 | 30 mai       | Cro                                         | Traum                   |
| 23 | 6 juin       | Cro                                         | Traum                   |
| 24 | 13 juin      | Cro                                         | Traum                   |
| 25 | 20 juin      | Cro                                         | Traum                   |
| 26 | 27 juin      | Lilly Wood and the Prick & Robin Schulz     | Prayer in C             |
| 27 | 4 juillet    | Lilly Wood and the Prick & Robin Schulz     | Prayer in C             |
| 28 | 11 juillet   | Lilly Wood and the Prick & Robin Schulz     | Prayer in C             |
| 29 | 18 juillet   | Lilly Wood and the Prick & Robin Schulz     | Prayer in C             |
| 30 | 25 juillet   | Andreas Bourani                             | Auf uns                 |
| 31 | 1er août     | Lilly Wood and the Prick & Robin Schulz     | Prayer in C             |
| 32 | 8 août       | Helene Fischer                              | Atemlos durch die Nacht |
| 33 | 15 août      | David Guetta feat. Sam Martin               | Lovers On The Sun       |
| 34 | 22 août      | David Guetta feat. Sam Martin               | Lovers On The Sun       |
| 35 | 29 août      | Martin Tungevaag                            | Wicked Wonderland       |
| 36 | 5 septembre  | Martin Tungevaag                            | Wicked Wonderland       |
| 37 | 12 septembre | Martin Tungevaag                            | Wicked Wonderland       |
| 38 | 19 septembre | Martin Tungevaag                            | Wicked Wonderland       |
| 39 | 26 septembre | Martin Tungevaag                            | Wicked Wonderland       |
| 40 | 3 octobre    | Meghan Trainor                              | All About That Bass     |
| 41 | 10 octobre   | Meghan Trainor                              | All About That Bass     |
| 42 | 17 octobre   | Meghan Trainor                              | All About That Bass     |
| 43 | 24 octobre   | Meghan Trainor                              | All About That Bass     |
| 44 | 31 octobre   | Meghan Trainor                              | All About That Bass     |
| 45 | 7 novembre   | Meghan Trainor                              | All About That Bass     |
| 46 | 14 novembre  | The Avener                                  | Fade Out Lines          |
| 47 | 21 novembre  | David Guetta feat. Sam Martin               | Dangerous               |
| 48 | 28 novembre  | David Guetta feat. Sam Martin               | Dangerous               |
| 49 | 5 décembre   | David Guetta feat. Sam Martin               | Dangerous               |
| 50 | 12 décembre  | David Guetta feat. Sam Martin               | Dangerous               |
| 51 | 19 décembre  | James Newton Howard feat. Jennifer Lawrence | The Hanging Tree        |
| 52 | 26 décembre  | James Newton Howard feat. Jennifer Lawrence | The Hanging Tree        |

## Classement des albums
| №  | Date         | Artiste                                                        | Titre                                     |
| -- | ------------ | -------------------------------------------------------------- | ----------------------------------------- |
| 1  | 3 janvier    | Robbie Williams                                                | Swings Both Ways                          |
| 2  | 10 janvier   | Helene Fischer                                                 | Farbenspiel                               |
| 3  | 17 janvier   | Helene Fischer                                                 | Farbenspiel                               |
| 4  | 24 janvier   | Orchestre philharmonique de Vienne Direction: Daniel Barenboim | Neujahrskonzert 2014                      |
| 5  | 31 janvier   | Orchestre philharmonique de Vienne Direction: Daniel Barenboim | Neujahrskonzert 2014                      |
| 6  | 7 février    | Helene Fischer                                                 | Farbenspiel                               |
| 7  | 14 février   | Helene Fischer                                                 | Farbenspiel                               |
| 8  | 21 février   | Helene Fischer                                                 | Farbenspiel                               |
| 9  | 28 février   | Bushido                                                        | Sonny Black                               |
| 10 | 7 mars       | Helene Fischer                                                 | Farbenspiel                               |
| 11 | 14 mars      | Helene Fischer                                                 | Farbenspiel                               |
| 12 | 21 mars      | Helene Fischer                                                 | Farbenspiel                               |
| 13 | 28 mars      | Farid Bang                                                     | Killa                                     |
| 14 | 4 avril      | Helene Fischer                                                 | Farbenspiel                               |
| 15 | 11 avril     | Helene Fischer                                                 | Farbenspiel                               |
| 16 | 18 avril     | Helene Fischer                                                 | Farbenspiel                               |
| 17 | 25 avril     | Helene Fischer                                                 | Farbenspiel                               |
| 18 | 2 mai        | Helene Fischer                                                 | Farbenspiel                               |
| 19 | 9 mai        | Helene Fischer                                                 | Farbenspiel                               |
| 20 | 16 mai       | Fantasy                                                        | Eine Nacht im Paradies                    |
| 21 | 23 mai       | Kollegah                                                       | King                                      |
| 22 | 30 mai       | Compilation                                                    | Sing meinen Song – Das Tauschkonzert (de) |
| 23 | 6 juin       | Compilation                                                    | Sing meinen Song – Das Tauschkonzert (de) |
| 24 | 13 juin      | Seer                                                           | Echt seerisch                             |
| 25 | 20 juin      | Cro                                                            | Melodie                                   |
| 26 | 27 juin      | Compilation                                                    | Sing meinen Song – Das Tauschkonzert      |
| 27 | 4 juillet    | Compilation                                                    | Sing meinen Song – Das Tauschkonzert      |
| 28 | 11 juillet   | Compilation                                                    | Sing meinen Song – Das Tauschkonzert      |
| 29 | 18 juillet   | Compilation                                                    | Sing meinen Song – Das Tauschkonzert      |
| 30 | 25 juillet   | Nockalm Quintett                                               | Du warst der geilste Fehler meines Lebens |
| 31 | 1er août     | Helene Fischer                                                 | Farbenspiel                               |
| 32 | 8 août       | Die Amigos                                                     | Sommerträume                              |
| 33 | 15 août      | Helene Fischer                                                 | Farbenspiel                               |
| 34 | 22 août      | Helene Fischer                                                 | Farbenspiel                               |
| 35 | 29 août      | Helene Fischer                                                 | Farbenspiel                               |
| 36 | 5 septembre  | Nazar                                                          | Camouflage                                |
| 37 | 12 septembre | Seer                                                           | Seer Jubiläums Open Air 2014              |
| 38 | 19 septembre | Andreas Gabalier                                               | Home Sweet Home                           |
| 39 | 26 septembre | Helene Fischer                                                 | Farbenspiel                               |
| 40 | 3 octobre    | Leonard Cohen                                                  | Popular Problems                          |
| 41 | 10 octobre   | Element of Crime                                               | Lieblingsfarben und Tiere                 |
| 42 | 17 octobre   | Helene Fischer                                                 | Farbenspiel                               |
| 43 | 24 octobre   | Shindy                                                         | FVCKB!TCHE$GETMONE¥                       |
| 44 | 31 octobre   | Udo Jürgens und seine Gäste                                    | Mitten im Leben - Das Tribute Album       |
| 45 | 7 novembre   | Udo Jürgens und seine Gäste                                    | Mitten im Leben - Das Tribute Album       |
| 46 | 14 novembre  | Helene Fischer                                                 | Farbenspiel                               |
| 47 | 21 novembre  | Pink Floyd                                                     | The Endless River                         |
| 48 | 28 novembre  | One Direction                                                  | Four                                      |
| 49 | 5 décembre   | Herbert Grönemeyer                                             | Dauernd jetzt                             |
| 50 | 12 décembre  | AC/DC                                                          | Rock or Bust                              |
| 51 | 19 décembre  | AC/DC                                                          | Rock or Bust                              |
| 52 | 26 décembre  | AC/DC                                                          | Rock or Bust                              |

## Hit-Parade
| Singles | Albums |
| --- | --- |
| 1. Helene Fischer – Atemlos durch die Nacht 2. Pharrell Williams – Happy 3. Cro – Traum 4. Lilly Wood and the Prick & Robin Schulz – Prayer in C 5. Ed Sheeran – I See Fire 6. The Common Linnets – Calm After the Storm 7. Mr Probz – Waves 8. George Ezra – Budapest 9. Andreas Bourani – Auf uns 10. John Legend – All of Me 11. Calvin Harris – Summer 12. Revolverheld – Ich lass für dich das Licht an 13. Clean Bandit feat. Jess Glynne – Rather Be 14. Tagträumer – Sinn 15. Mark Forster feat. Sido – Au revoir 16. Katy Perry feat. Juicy J – Dark Horse 17. Adel Tawil – Lieder 18. Meghan Trainor – All About That Bass 19. Conchita Wurst – Rise Like a Phoenix 20. Martin Tungevaag – Wicked Wonderland | 1. Helene Fischer – Farbenspiel 2. Helene Fischer – Best of 3. Compilation – Sing meinen Song – Das Tauschkonzert (de) 4. Andreas Gabalier – Home Sweet Home 5. Robbie Williams – Swings Both Ways 6. AC/DC – Rock or Bust 7. Cro – Melodie 8. Orchestre philharmonique de Vienne, direction : Daniel Barenboim - Neujahrskonzert 2014 9. Herbert Grönemeyer – Dauernd jetzt 10. Udo Jürgens und seine Gäste – Mitten im Leben – Das Tribute Album 11. ABBA – Gold (40th Anniversary Edition) 12. The Common Linnets – The Common Linnets 13. Beatrice Egli – Pure Lebensfreude 14. Nockalm Quintett – Du warst der geilste Fehler meines Lebens 15. Kiddy Contest Kids – Kiddy Contest Vol. 20 16. Seer – Echt seerisch 17. Udo Jürgens – Mitten im Leben 18. Andrea Berg – Atlantis 19. Coldplay – Ghost Stories 20. Andrea Berg – Best of |